# 比尔莱赫卢
比尔莱赫卢（阿拉伯语：بير لحلو）是西撒哈拉斯马拉东北236公里的一个绿洲城市。该城市靠近毛里塔尼亚边境，是阿拉伯撒哈拉民主共和国控制的领土。它有一个药房、一所学校和一座清真寺。这是阿拉伯撒哈拉民主共和国的第五军区所在地。长期以来，比尔莱赫卢一直是阿拉伯撒哈拉民主共和国事实上的临时首都，直到2011年被提法里提取代。
比尔莱赫卢的命名是从哈萨尼亚阿拉伯语转录而来，的意思为“甜美的水井”。现代标准阿拉伯语是“bir lahlu”（بيرلحلو）。

## 历史

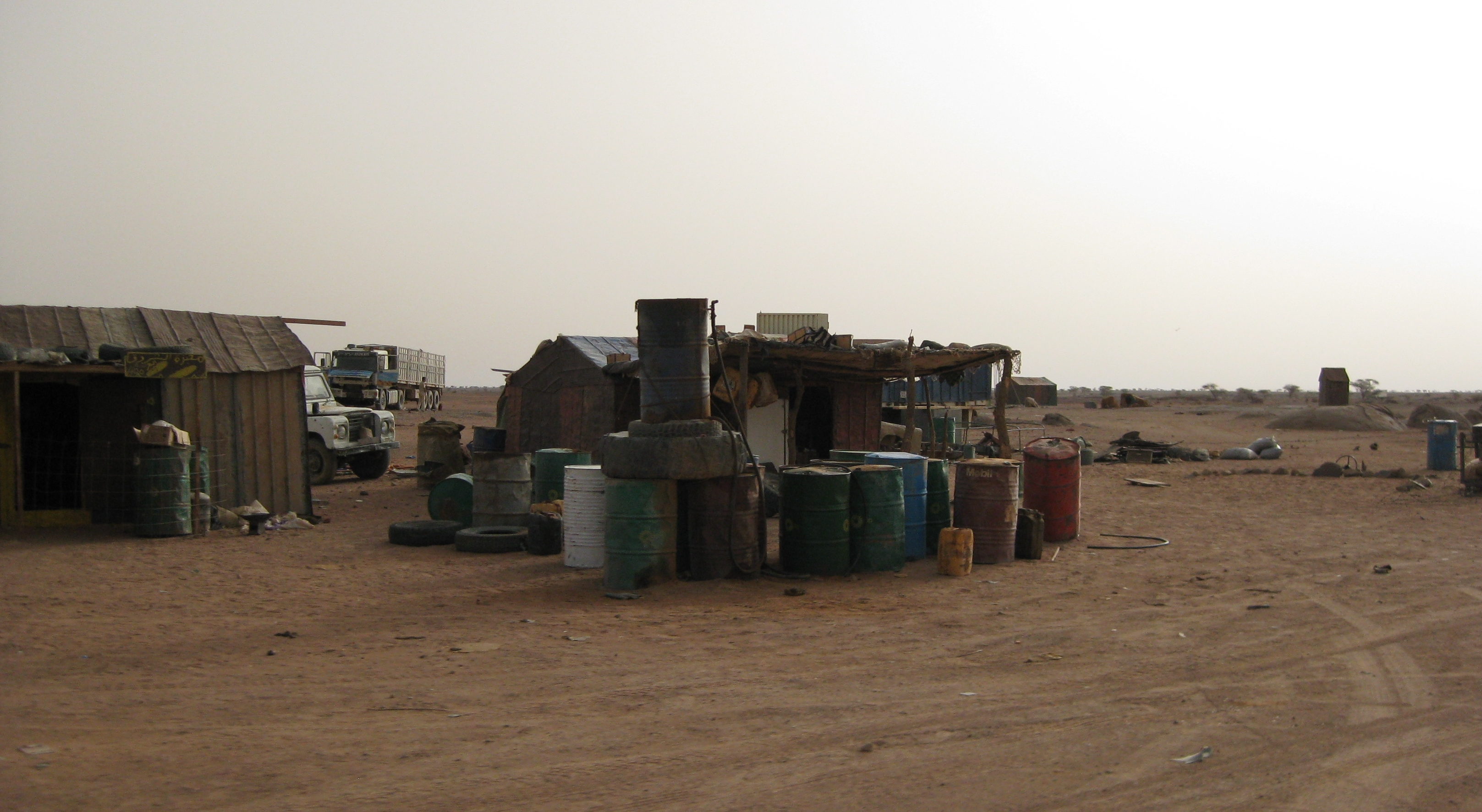
比鄂-雷楼加油站，摄于2011.8.14

自1975年末，阿拉伯撒哈拉民主共和国国家广播电台（萨德尔国家广播电台）已经从那里短波上几个小时的西班牙语广播，网络直播的节目中也有阿拉伯语。
2005年5月20日，波利萨里奥阵线的武装斗争的开始的32周年庆，一所小学设立于比尔莱赫卢。学校被命名“何塞·拉蒙·迭戈·阿吉雷”（西班牙上校，历史学家，第一个被授予阿拉伯撒哈拉民主共和国荣誉国籍的外国人），为了纪念他的荣誉。
2010年2月27日，比尔莱赫卢举办了阿拉伯撒哈拉民主共和国成立的34周年大会，几个非洲和南美大使参加。
2011年10月12日，在第36届全国团结日的庆祝活动中，阿拉伯撒哈拉民主共和国第五军区的司令哈马·萨拉马宣布在镇上开设一所学校和一座清真寺。

## 友好城市
- 西班牙 阿尔特西涅加[3]
- 阿尔及利亚 巴特纳
- 西班牙 贝纳卢阿德拉斯维利亚斯
- 義大利 比恩蒂纳[4]
- 義大利 卡普拉亚和利米泰[4]
- 義大利 比森齐奥营（1993年1月28日起）[5]
- 阿尔及利亚 瓦德（2013年3月27日起）[6]
- 波苏埃洛-德阿拉尔孔（2008年4月23日起）
- 意大利普拉托（1999年3月19日起）[7]
- 西班牙拉林科纳达
- 意大利蒙特穆洛[4]
- 意大利蒙特罗尼-达尔比亚[4]
- 意大利蒙特瓦尔基[4]
- 西班牙诺韦尔达（1998年12月起）[8]
- 意大利圣皮耶罗-阿谢韦[4]
- 西班牙萨贡托（2003年11月29日起）
- 西班牙托洛萨（1996年起）[9]
- 西班牙托梅略索（1994年3月10日起）[10]
- 西班牙特拉帕加兰[11]
- 意大利韦基亚诺[4]